# Fernando Lugris
Juan Fernando Lugris Rodríguez (nacido el 17 de diciembre de 1971 en Montevideo, Uruguay) es un diplomático uruguayo. Fue el primer Representante Permanente de Uruguay ante el Programa de las Naciones Unidas para el Medio Ambiente (PNUMA) y el Programa de las Naciones Unidas para los Asentamientos Humanos (ONU-HABITAT), presentando credenciales ante los Directores Ejecutivos Achim Steiner del PNUMA y Joan Clos de HABITAT. Presidió el Comité Intergubernamental de Negociaciones Internacionales que adoptó el Convenio de Minamata sobre el Mercurio. Actualmente es miembro del Grupo de Líderes Globales sobre la Resistencia a los Antimicrobianos, presidido por la Primera Ministra de Barbados, S.E. Mia Amor Mottley. Fue Embajador de Uruguay en China, Mongolia y Kirguistán.

## Reseña biográfica
Es Licenciado en Relaciones Internacionales de la Facultad de Derecho de Montevideo, Universidad de la República Oriental del Uruguay desde 1996. También cursó estudios terciarios en el Presbyterian College de Clinton, Carolina del Sur, Estados Unidos de América; en el Instituto del Servicio Exterior de la India, en Nueva Delhi, India; y en el Instituto Artigas del Servicio Exterior, Academia Diplomática del Uruguay, donde completó su formación diplomática entre los años 1997 y 1999. Además de español habla inglés, francés, italiano y portugués.

## Experiencia y Carrera Profesional

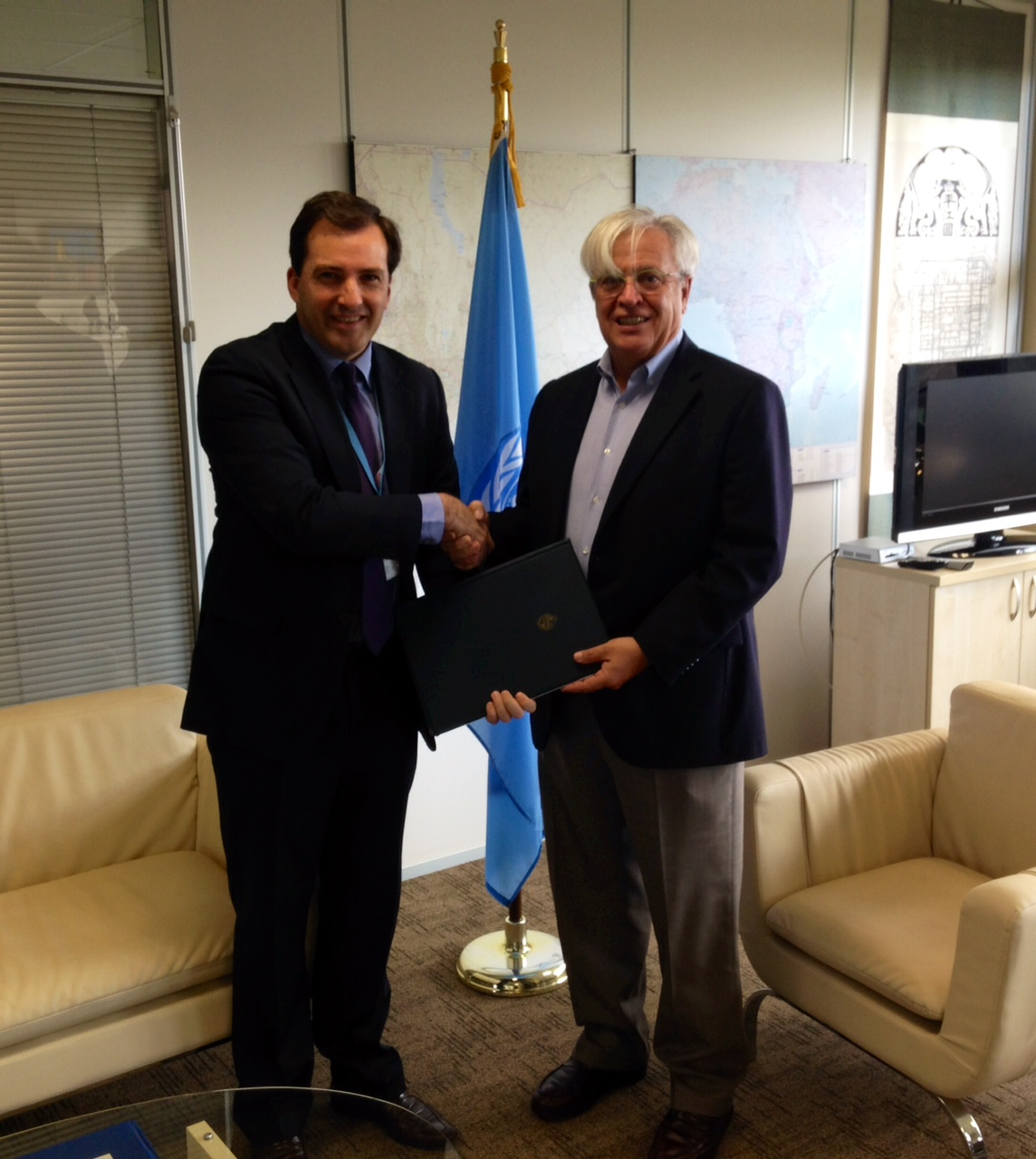
Embajador Lugris junto a Joan Clos, Director Ejecutivo de ONU Hábitat.

Previo a asumir su posición de Embajador Extraordinario y Plenipotenciario ante la República Popular China y la República de Mongolia en diciembre del 2015, Fernando Lugris fue el primer Representante Permanente de Uruguay ante el Programa de Naciones Unidas para el Medio Ambiente (PNUMA) y ONU Hábitat, período en el cual también asumió funciones como director general Adjunto y director general para Asuntos Políticos del Ministerio de Relaciones Exteriores de Uruguay y presidió el Comité Intergubernamental de Negociaciones (CIN) de un acuerdo vinculante sobre el Mercurio.
Este Comité de las Naciones Unidas completó las negociaciones del texto del “Convenio de Minamata sobre Mercurio” en enero de 2013. La labor al frente del CIN continuó hasta la entrada en vigor del acuerdo
Lugris también fue Subdirector de Derechos Humanos y Derecho Humanitario de la Cancillería uruguaya y simultáneamente se convirtió en el punto focal político de Uruguay ante el Fondo para el Medio Ambiente Mundial (GEF por sus siglas en inglés) asesorando a la presidencia uruguaya en la 4º Asamblea Mundial del GEF y representando a los países receptores de América Latina y el Caribe en el proceso de reposición de fondos que fue adoptado en la 5º Asamblea Mundial del GEF.
Su primer destino como diplomático del Servicio Exterior del Uruguay fue Ginebra, Suiza como Secretario en la Misión Permanente de Uruguay antes las Naciones Unidas, la Organización Mundial del Comercio (OMC) y las organizaciones internacionales con sede en dicho país.
Fue Consejero y Ministro en la Embajada del Uruguay en Berlín, Alemania.